# Хомс (покрајина)
Хомс (арап. مُحافظة حمص‎‎ - Muḥāfaẓat Ḥimṣ) је највећа покрајина и налази се у средишту Сирије. Покрајина се на западу граничи са покрајином Тартус и са Либаном, на југу са покрајином Дамаск и Јорданом, на истоку са Ираком и покрајином Дајр ез Заур, а на сјеверу са покрајинама Рака и Хама. Административно сједиште покрајине је град Хомс.
Други већи градови су Мукхарем, Растан, Кусајр, Тадмур, Талду и Телкалах.

## Окрузи покрајине
Окрузи носе имена по својим својим административним сједиштима, а покрајина Хомс их има 7 и то су:
- Мукхарем
- Кусајр
- Растан
- Тадмур
- Талду
- Телкалах
- Хомс